# Orla Klausen
Orla Klausen (født 11. april 1946 i Nørre Snede) er en dansk tegneserietegner og -forfatter. Oprindeligt var han lærer, men debuterede i 1981 med første album i en serie om Jens Langkniv. Ligesom senere serier, var denne inspireret af fortællinger fra Danmarkshistorien. De fleste af Klausens album udspiller sig i 1600-tallets Danmark. Han har desuden leveret illustrationer til adskillige børnebøger.

## Udgivelser
Jens Langkniv (baseret på Jeppe Aakjærs fortælling)
- Jens Langkniv (Interpresse, 81)
- Landsknægte (Interpresse, 82)
- Heksene (Interpresse, 82)

Skjoldunge sagaen (skrevet af Per Sanderhage)
- I vikingekongens tjeneste (Interpresse, 83)

Rakkertøsen
- Herle (Interpresse, 85)
- Stimænd (Interpresse, 85)
- Sjællænderen (Interpresse, 86)

Da Hans blev bange (efter folkeeventyret Hans der drog ud for at lære frygten at kende og brødrene Grimms Gåsevogtersken ved brønden. Interpresse, 87)
Gøngehøvdingen (efter Carit Etlars romaner om Svend Poulsen Gønge)
- 50.000 Rigsdaler (Interpresse, 88)
- Forfulgt (Interpresse, 90)
- Fredstid (Carlsen Comics, 91)
- Dronningens Vagmester (Carlsen Comics, 92)
- Opgøret (Carlsen Comics, 93)

De Begærlige
- Gidsel (Carlsen Comics, 94)
- Jaget (Carlsen Comics, 95)
- Uvejr (Carlsen Comics, 97)